# Springs Jonction
Springs Junction est une localité et un carrefour routier de la côte ouest de l’Île du Sud de la Nouvelle-Zélande.

## Situation
Spring Junction est à l'intersection entre deux highways majeures : la State Highway 7 (en) et la State Highway 65 (en) (appelée aussi la  route nationale de Shenandoah).
La State Highway 7 relie la région de Canterbury à la région de la côte ouest de l’Île du Sud de la Nouvelle-Zélande.
La State Highway 65 relie la State Highway 6 à la State Highway 7 le long de la rivière Maruia et formant une partie de la route principale allant de Christchurch à Nelson.

## Localité
Springs Junction est aussi le nom d’un petit village situé à l'intersection 
Il comporte une station d’essence, un café et quelques maisons.

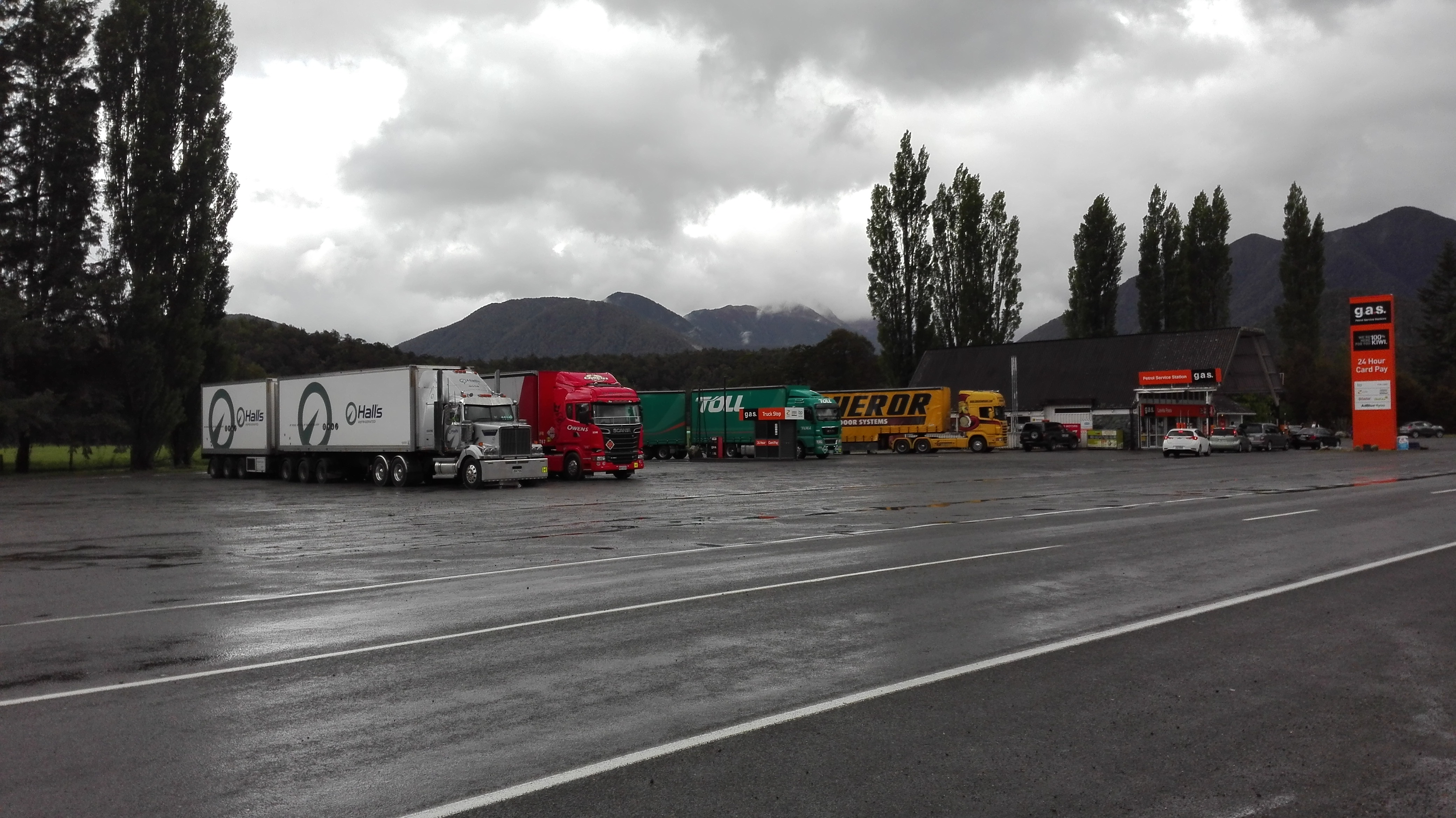
La station essence de Springs Junction

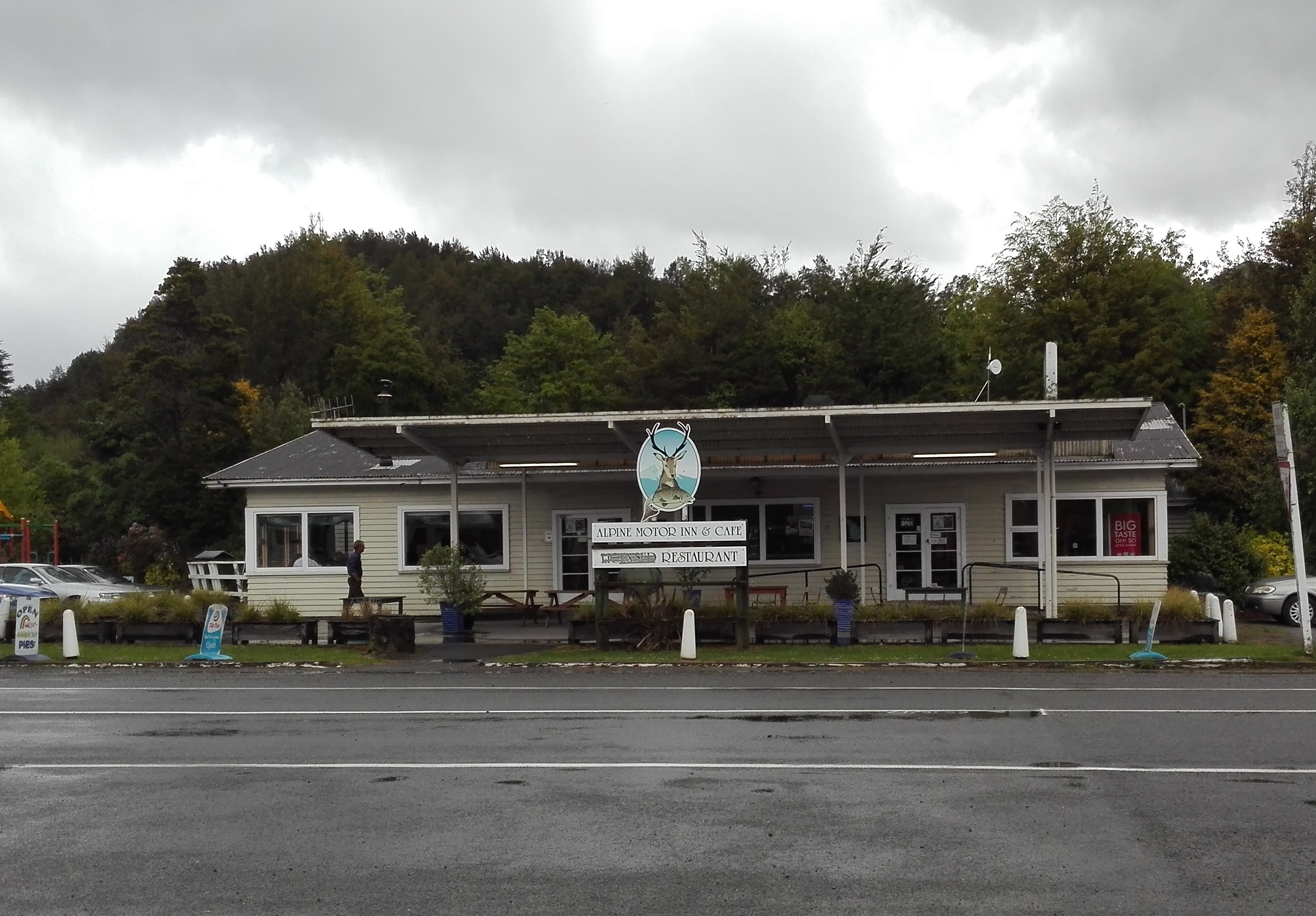
Le café de Springs Jonction.

## Géographie
À 16 km à l’est se trouve la station thermale de Maruia Springs et à 6,5 km vers l’est se trouve le camp de  Marble Hill du Ministère de la Conservation de la Nouvelle-Zélande.
La ville importante la plus proche est Reefton située à 45 km à l’ouest.

## Géologie
Springs Junction se situe sur le trajet de la faille alpine (en).
Des géologues y ont creusé des tranchées pour étudier les tremblements de terre qui ont eu lieu dans le passé le long de cette faille.

## Activité
Springs Junction a vu une importante augmentation du trafic routier ,  depuis le séisme de 2016 à Kaikoura. 
Ce tremblement de terre a entraîné la fermeture de la route principale de l’île du Sud, la State Highway 1/S H 1 ; Springs Junction est sur la route alternative pour aller de Picton à Christchurch.
La New Zealand Transport Agency (en) envisageait un quadruplement du trafic routier alors que la State Highway 1/S H 1 doit être réparé pendant plusieurs mois.

## Personnalités notables
- Daniel White (né en 1992)[10], auteur de Halfstone: Une histoire de Narathlands' [11].